# Ai (Ufa)
Der Ai (russisch Ай, baschkirisch Әй) ist ein 549 km langer linker Nebenfluss der Ufa im Ural (Russland).

## Verlauf
Der Fluss entspringt in etwa 880 m Höhe westlich des Uraltau-Kammes im Südural. Die Quelle liegt im Westen der Oblast Tscheljabinsk, etwa 45 km Luftlinie südöstlich der Stadt Satka und 40 km nordwestlich von Utschaly unweit der Grenze zur Republik Baschkortostan. Der Ai fließt zunächst bis zur Großstadt Slatoust in nordöstlicher Richtung, bevor er sich bei mehreren Richtungswechseln generell nach Nordwesten wendet. Dabei durchschneidet er mehrere parallel zum Uralhauptkamm verlaufende Bergzüge und erreicht das Territorium Baschkortostans. Im Mittellauf durchfließt der Ai ein weites Tal, im Unterlauf durchquert das vielerorts verkarstete Ufaplateau, das diesen Teil des westlichen Uralvorlandes einnimmt. Dabei ist sein Tal relativ eng und felsig.
Der Ai mündet schließlich gut 50 km südlich von Krasnoufimsk in die Ufa, die über Belaja und Kama der Wolga zufließt und auf diesem Abschnitt die Grenze Baschkortostans zur Oblast Swerdlowsk markiert. In Mündungsnähe ist der Ai knapp 100 Meter breit; die Fließgeschwindigkeit beträgt dort 0,7 m/s.
Seine bedeutendsten Nebenflüsse sind Kussa, Kigi, Großer Ik (Bolschoi Ik) und Ik von rechts sowie die Große Satka (Bolschaja Satka) von links.

## Hydrologie
Das Einzugsgebiet des Ai umfasst 15.000 km². Der Fluss friert von Ende Oktober/Anfang November bis Ende April zu.
Die mittlere jährliche Abflussmenge an der Mündung beträgt 84 m³/s. Am Oberlauf bei Slatoust entfallen 67,1 % des jährlichen Abflusses aus die Periode des Frühjahrshochwassers während der Schneeschmelze zwischen April und Juni, 25,6 % auf die Monate Juli bis November und nur 7,3 % auf die Winterperiode von Dezember bis März. Die Wasserführung des Flusses wird durch mehrere kleinere Stauseen im Raum Slatoust, die auch der Wasserversorgung dienen, reguliert.

## Infrastruktur
Der Ai ist nicht schiffbar.
Die bedeutendsten Orte am Fluss sind neben Slatoust die Kleinstadt Kussa, die Siedlung städtischen Typs Meschewoi sowie die größeren Dörfer und Rajonverwaltungszentren Messjagutowo und Bolscheustikinskoje. Bei Slatoust kreuzen den Fluss die ursprüngliche Strecke (heutige Südroute) der Transsibirischen Eisenbahn Samara – Tscheljabinsk – Omsk sowie die Fernstraße M5 Moskau – Tscheljabinsk, Teil der transkontinentalen Straßenverbindung. Im Raum Slatoust folgt die Bahnstrecke auf einigen Kilometern unmittelbar dem Fluss, weiter abwärts in einiger Entfernung. Bei Kussa kreuzt ihn die frühere Westural-Eisenbahn Tschussowoi – Berdjausch – Bakal. Das landwirtschaftlich geprägte Gebiet am Mittellauf des Ai wird von den Regionalstraßen R317 Satka – Meschewoi – Messjagutowo – Janaul und R350 Messjagutowo – Bolscheustikinskoje – Krasnoufimsk – Atschit erschlossen.